# Cyrtandra grandiflora
Cyrtandra grandiflora är en tvåhjärtbladig växtart som beskrevs av Charles Gaudichaud-Beaupré. Cyrtandra grandiflora ingår i släktet Cyrtandra och familjen Gesneriaceae. Inga underarter finns listade i Catalogue of Life.